# 7人制ラグビー女子イギリス代表
7人制ラグビー女子イギリス代表（英語: Great Britain women's national rugby sevens team）は、国際大会に派遣される7人制ラグビーの女子イギリス代表チームである。なおサッカーイギリス女子代表とは異なり、北アイルランドからは選ばれていない。

## 歴史
2016リオ五輪で7人制ラグビーが公式競技になったことを受けて、代表はオリンピック委員会単位での出場しか認められていないため、イギリス代表が結成された。ちなみに2016リオ五輪では3位決定戦でカナダ代表に敗れ4位だった。
2020東京五輪では3位決定戦で7人制女子フィジー代表に敗れて4位だった。
2021年ドバイセブンズでワールドラグビーセブンズシリーズに初出場。
2024パリ五輪では準々決勝にて7人制女子アメリカ代表に敗れて最終的に7位だった。

## 成績

### 夏季オリンピック
| 年   | ラウンド      | 順位 | 試 | 勝 | 負 | 分 |
| ---- | ------------- | ---- | -- | -- | -- | -- |
| 2016 | 3位決定戦敗北 | 4    | 6  | 4  | 2  | 0  |
| 2020 | 3位決定戦敗北 | 4    | 6  | 3  | 3  | 0  |
| 2024 | 準々決勝敗退  | 7    | 6  | 3  | 3  | 0  |
| 計   | 優勝 0 回     | 3/3  | 18 | 10 | 8  | 0  |

## 直近大会の代表スコッド
パリ2024五輪スコッド
1. アミ－・ウィルソン・ハーディ
2. エリー・ボートマン
3. エリー・キルダン
4. エンマ・ウレニ (C)
5. グレース・クロンプトン
6. ヘザー・コーエル
7. イスラ・ノーマンベル
8. ジェード・シェケルズ
9. ジャスミン・ジョイス
10. ローレン・トーリー
11. リサ・トムソン
12. メーガン・ジョーンズ

(C)はキャプテン